# Ueli Sauter
Ueli Sauter (geb. 18. Mai 1941 in Kreuzlingen) ist ein Schweizer Bestattungsunternehmer. Er entwickelte Idee und Konzept der Bestattungswälder.

## Werdegang
Ueli Sauter hatte als Sohn eines mit Herstellung und Verkauf von Grabsteinen beschäftigten Steinmetz von Kindesbeinen an einen Bezug zu Friedhöfen. Als Fünfjähriger erlitt er durch einen umfallenden Grabstein schwerste Verletzungen, sodass ärztlicherseits zu einer Beinamputation geraten wurde, die der Vater aber ablehnte. Später studierte Sauter Elektrotechnik und machte sich als Elektro-Ingenieur selbständig. Nach dem Verkauf seiner Firma betätigte er sich 20 Jahre lang als Organisator von Esoterik-Seminaren mit dem bevorzugten Schwerpunkt Astrologie.

## Baumbestattungen – Idee und Umsetzung
Den Anstoß zum Nachdenken über eine möglichst naturnahe Bestattungsform hat Sauter nach eigenen Angaben einem Londoner Freund zu verdanken, der verfügt hatte, seine Asche in den Schweizer Bergen beizusetzen. Sauter habe dazu den Plan gefasst, einen Baum am Bestattungsort zu pflanzen, der die Asche des Verstorbenen mit den Wurzeln aufnehmen sollte. Die Pflanzung einer Eberesche auf dem Stoos in den Schweizer Bergen habe er tatsächlich vorgenommen; zur Überstellung der Totenasche sei es allerdings nicht gekommen.
Sauter begründete seinen Bestattungsansatz der Verstorbenenasche am Baumwurzelwerk damit, dass so aus den Nährstoffen der Asche neues Leben entstehen könne. „Nun lag es für mich auf der Hand, auch andere [sic] Menschen, die sich von ihren Lieben verabschieden müssen, diese Art der Bestattung näher zu bringen. Die Alternative zu den konventionellen Friedhöfen wurde geboren.“
In den 1990er Jahren bemühte Sauter sich zunächst vergeblich um die Genehmigung für einen Bestattungswald in dem seinem Wohnort in Mammern benachbarten Steckborn. Nachdem er auf eigenem Grund mit Baumbeisetzungen in dem von ihm so genannten FriedWald bereits begonnen hatte, erhielt er 1999 die offizielle Genehmigung. In den 20 Jahren danach sind in der Schweiz insgesamt 70 Standorte als Friedwälder ausgewiesen worden, die von Sauter und seinen Unternehmensmitarbeitern betrieben werden.
Die Patentrechte für Bestattungswälder verkaufte Sauter bereits im Jahr 2000 auch nach Deutschland, wo vor allem die Unternehmen FriedWald GmbH und RuheForst GmbH sich unterdessen ihrerseits zahlreiche Standorte für Baumbestattungen haben genehmigen lassen.